# بير إرلينغ اولسن
بير إرلينغ اولسن (بالنرويجية البوكمول: Per Erling Olsen)‏ هو منافس ألعاب قوى نرويجي، ولد في 30 مارس 1958.

## وصلات خارجية
- بير إرلينغ اولسن على موقع الاتحاد الدولي لألعاب القوى (الإنجليزية)
- بير إرلينغ اولسن على موقع أوليمبيديا (الإنجليزية)